# St. Aldegundis (Koblenz)

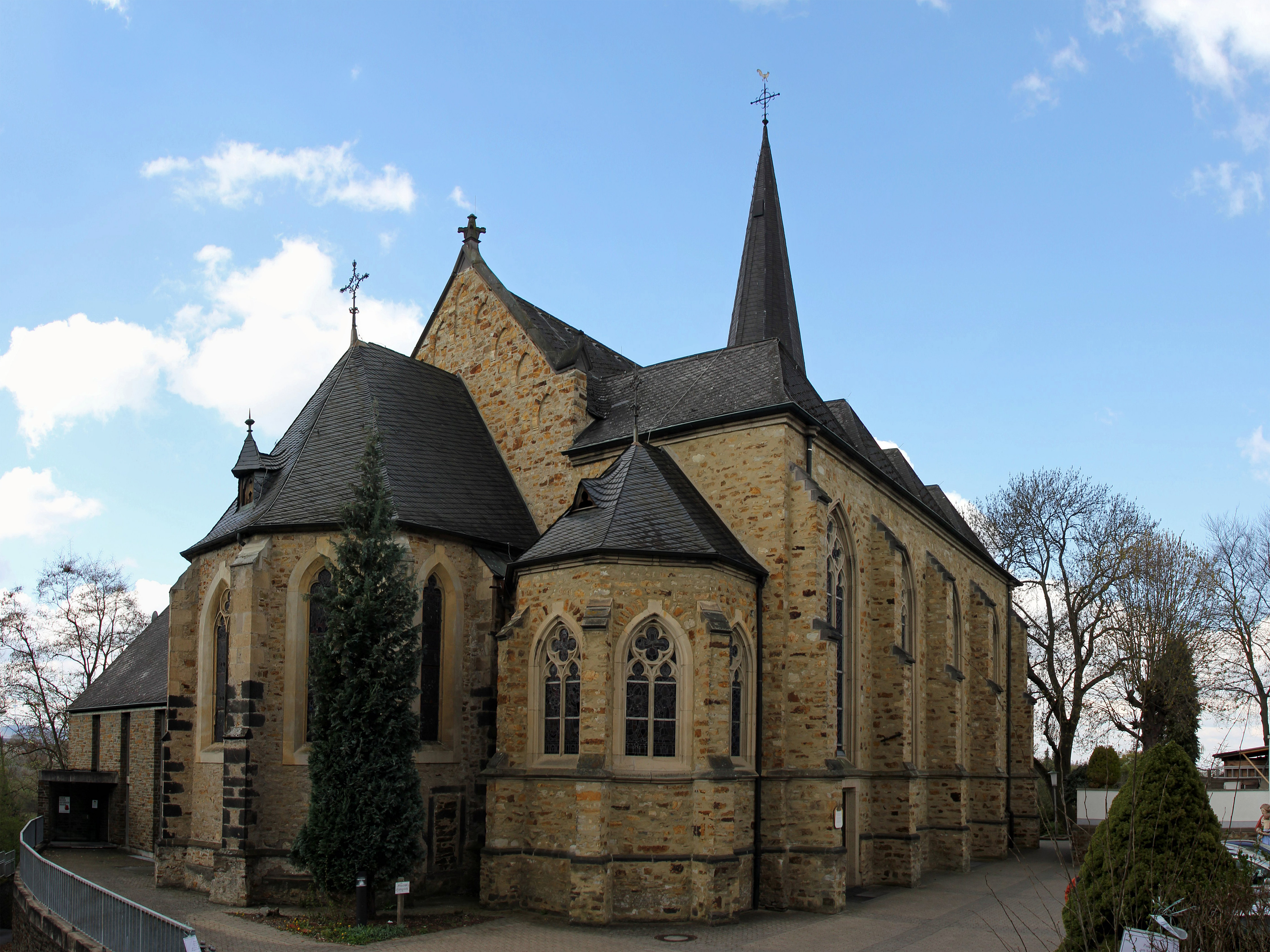
Die Pfarrkirche St. Aldegundis von Nordwesten

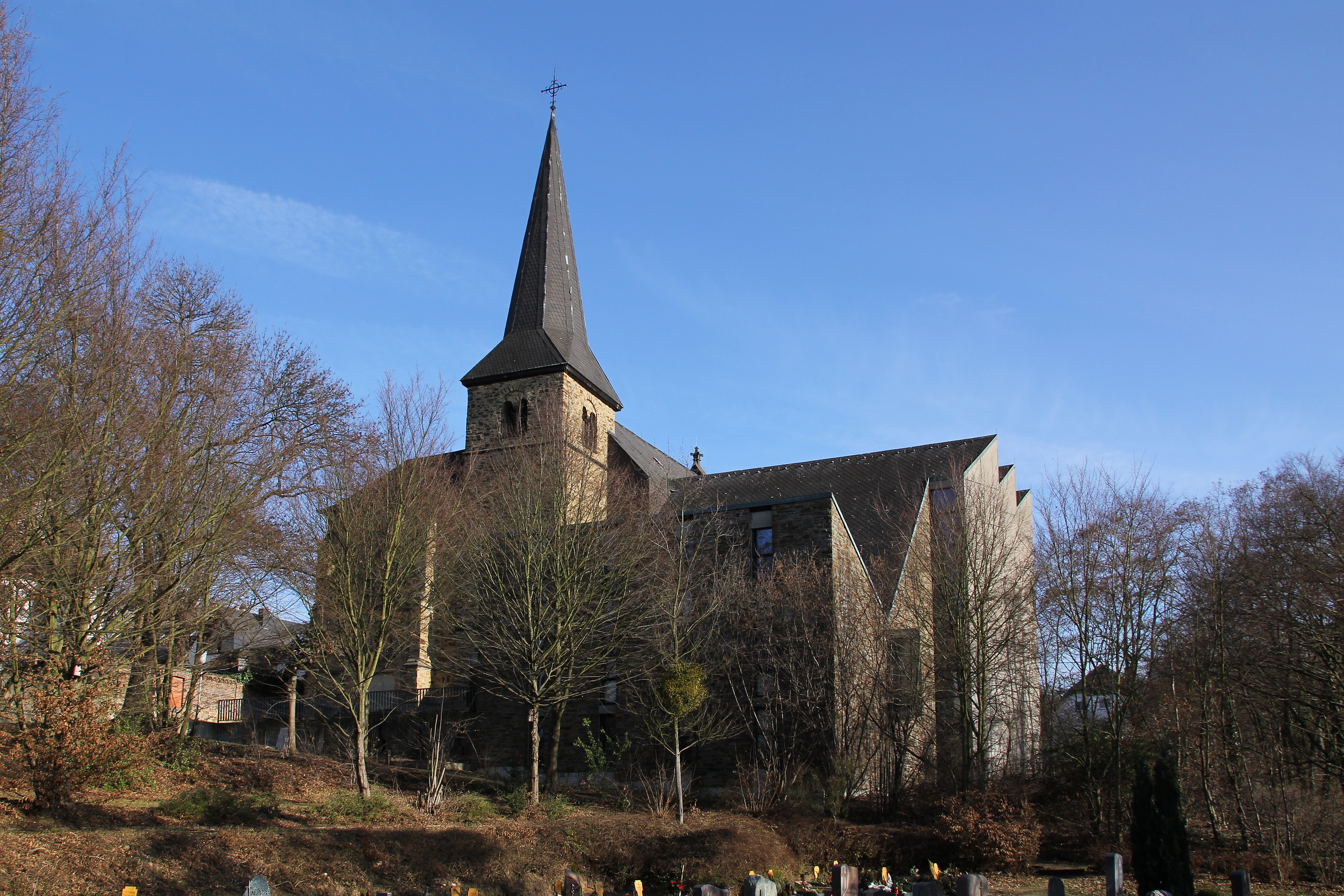
Die Pfarrkirche St. Aldegundis von Südosten

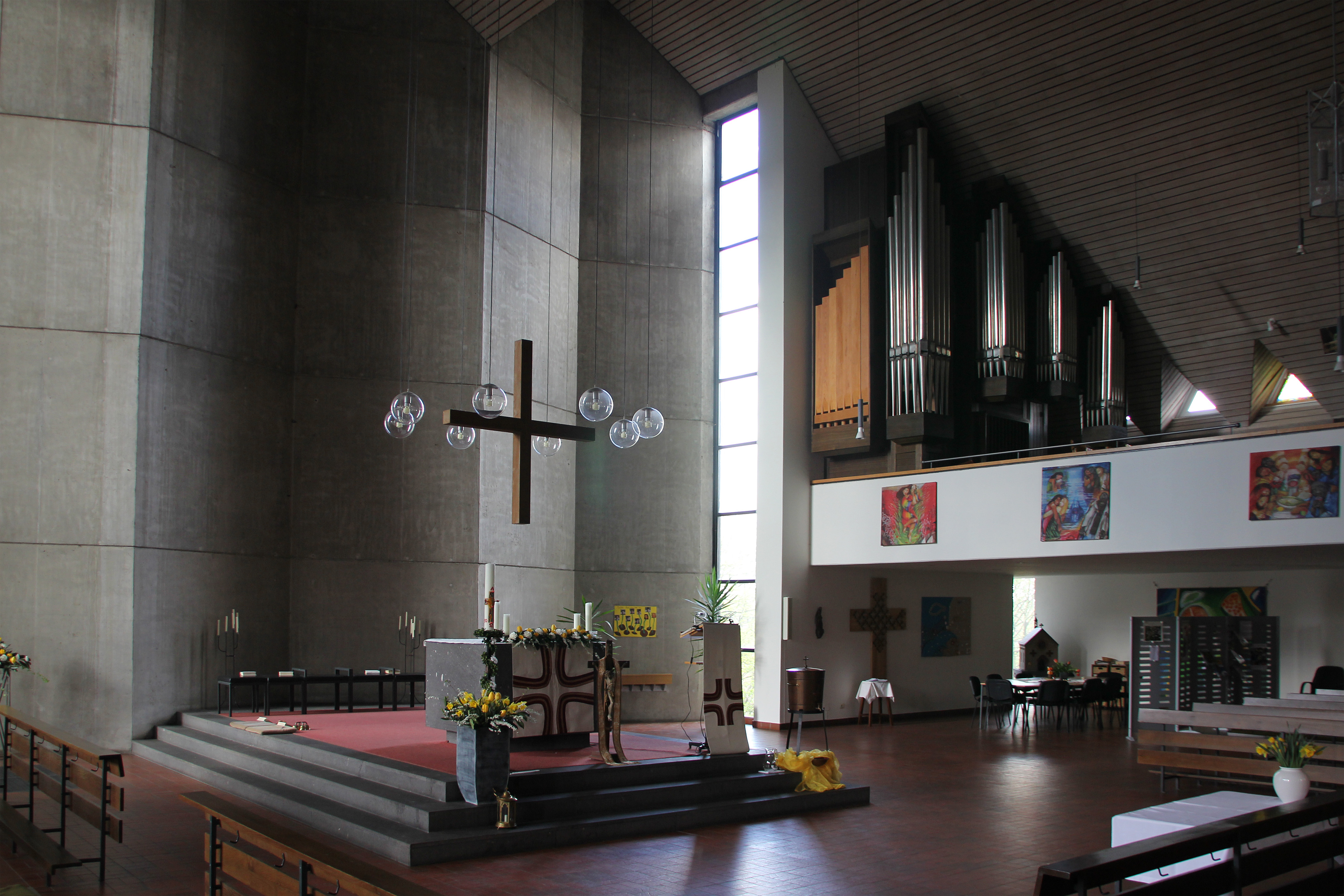
Altarraum und Orgel

Die Pfarrkirche St. Aldegundis ist eine katholische Kirche in Koblenz. Die neugotische Hallenkirche im Stadtteil Arzheim erfuhr im Laufe der Jahrhunderte einige Um- und Anbauten. Sie trägt das Patrozinium der heiligen Aldegundis.

## Geschichte
Für die Zeit unmittelbar nach der Gründung von Arzheim im Jahr 836 wird bereits der Bau einer ersten Kirche angenommen. Diese hölzerne Kirche wurde nach 1000 aus Stein neu errichtet. Der romanische Turm ist bis heute erhalten. In einer Urkunde des Koblenzer Stifts St. Kastor wurde um 1200 eine Kirche in Arzheim erwähnt, 1345 wird sie Pfarrkirche genannt. Das Stift hatte bis zur Säkularisation die Kollatur und einen Teil des Grundbesitzes inne.
Die Eheleute Hermann V. von Helfenstein und Anna von Boos von Waldeck ließen um 1440–1446 eine neue Kirche errichten. Im Gewölbe des Chors sind in den Schlusssteinen die Wappen der Bauherren eingelassen. Weitere Arbeiten an der Kirche erfolgten im 17. und 18. Jahrhundert, dabei wurde 1762 das Kirchenschiff fertiggestellt.
Nach Plänen des Düsseldorfer Architekten Josef Kleesattel wurde die Aldegundiskirche 1900–1901 umgebaut. Dabei entstand zwischen Chor und Westturm die heutige dreischiffige Hallenkirche im Stil der Neugotik. Ein zweiter Erweiterungsbau, für den man das südliche Schiff abbrach, wurde 1970–1971 nach Plänen des Koblenzer Architekten Martin Ufer aus Stahlbeton errichtet. Die beim Umbau 1900/01 entstandene Ausstattung wurde dabei zum größten Teil aus der Kirche entfernt.

## Bau und Ausstattung

### Außen
Die Pfarrkirche St. Aldegundis ist eine neugotische dreischiffige Hallenkirche mit Seitenchören. Bei der Erweiterung aus den 1970er Jahren kam auf der Südseite ein Erweiterungsbau hinzu, was zur Umorientierung des Raums um 90 Grad und zu dessen Ausweitung in Kreuzform führte. Der Kirchenbau ist steinsichtig mit Strebepfeilern an der Nordwand und an den beiden alten Ostchören. Die Südseite am neuen Chor ist betonsichtig.
Der vierstöckige Turm mit Stockwerksgurten überragt nur mit seinem Spitzhelm das Dach des alten Mittelschiffs. Über dem ehemaligen Haupteingang am Turm ist eine Sandsteinfigur Johannes des Täufers mit Lamm (um 1900) angebracht. Das neugotische Seitenschiff besitzt ebenso wie der Neubau an der Südseite quer gestellte Dächer.
Auf dem Vorplatz steht eine Sandsteinfigur der Muttergottes mit Kind aus dem letzten Drittel des 17. Jahrhunderts. Die Figur war ursprünglich von Kurfürst Johann Hugo von Orsbeck für das Westtor der Festung Ehrenbreitstein bestimmt. Danach stand sie ab 1736 im Garten des Ehrenbreitsteiner Kapuzinerklosters und kam im 19. Jahrhundert nach Arzheim.

### Innen
Im kreuzförmigen Innenraum wenden sich die Joche der Halle zum neuen Chor samt Altarinsel auf der Südseite. Der Chor ist als dreifach gefaltete Wand ausgeführt. Die westlichen Joche der beiden alten Kirchenschiffe wurden zu Kapellen, ebenso wie die beiden ehemaligen Chorpolygone. Der mittelalterliche und neugotische Teil der Kirche besitzt ein Rippengewölbe, der Erweiterungsbau eine holzverkleidete Betondecke. Aus der Zeit um 1900 sind figürliche Glasfenster erhalten. Der neue Teil der Kirche sollte ebenfalls eine farbige Verglasung erhalten, diese wurde jedoch nie ausgeführt.
An der östlichen Chorwand befindet sich aus Weiberner Sandstein eine mittelalterliche Figur der heiligen Aldegundis, die als Äbtissin mit Hirtenstab und ein Evangelienbuch haltend dargestellt ist. Bis zum letzten Umbau der Kirche befand sich die Figur außen am Chor. An der Westwand des nördlichen Seitenschiffes ist ein neugotischer Flügelaltar mit einer Figur der heiligen Aldegundis aufgestellt. Er wurde 1905 (als Stiftung des damaligen Pfarrers Nikolaus Weller d. J.) von N. Steinbach aus Köln, die Reliefs mit vier Szenen aus dem Leben der Heiligen von P. Born geschaffen. In der Mitte befindet sich die vollplastische Figur der Heiligen, eine leicht gestreckte Kopie der mittelalterlichen Figur.

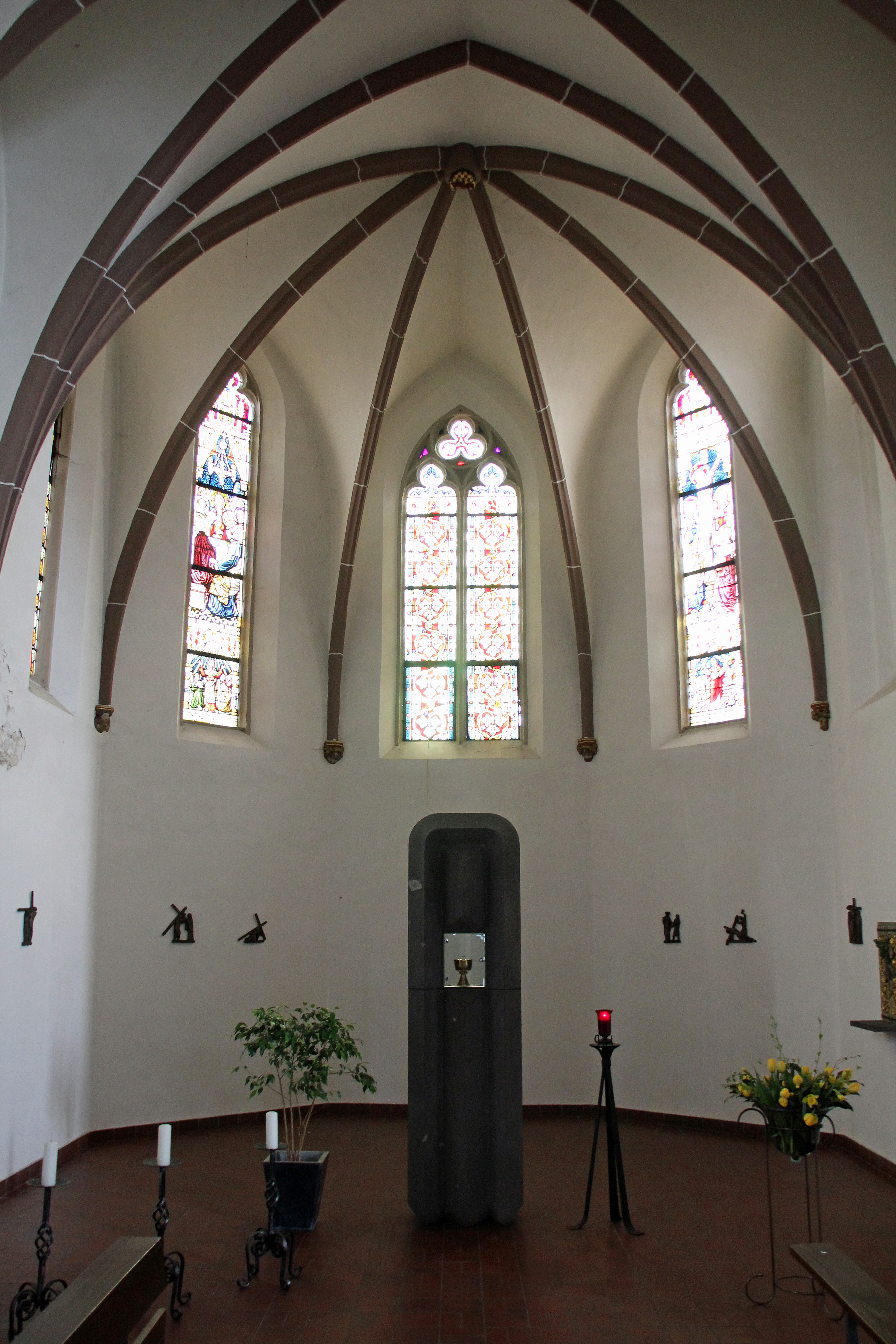
Alter Chor
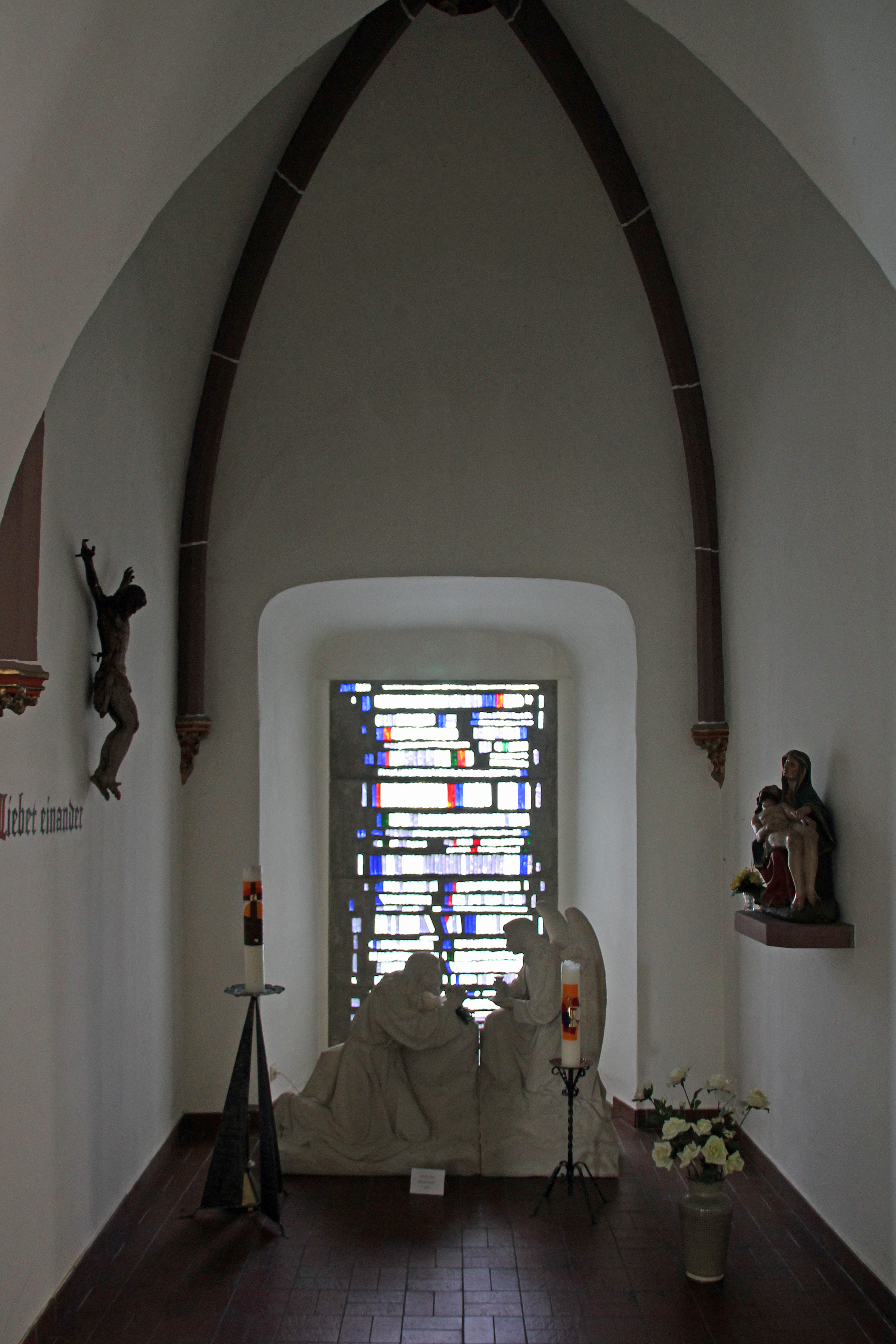
Raum unter dem Westturm
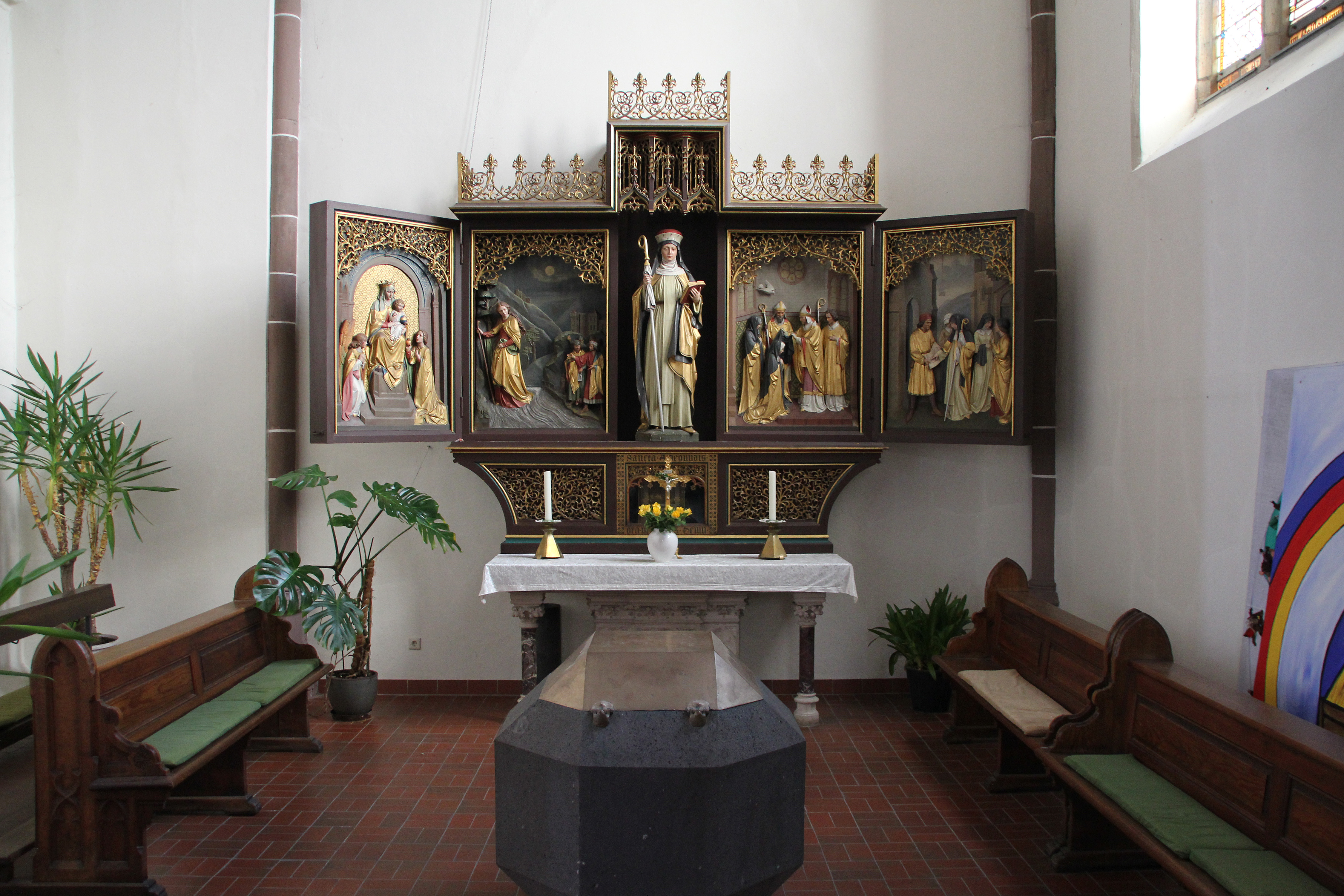
Taufkapelle mit dem Flügelaltar der heiligen Aldegundis
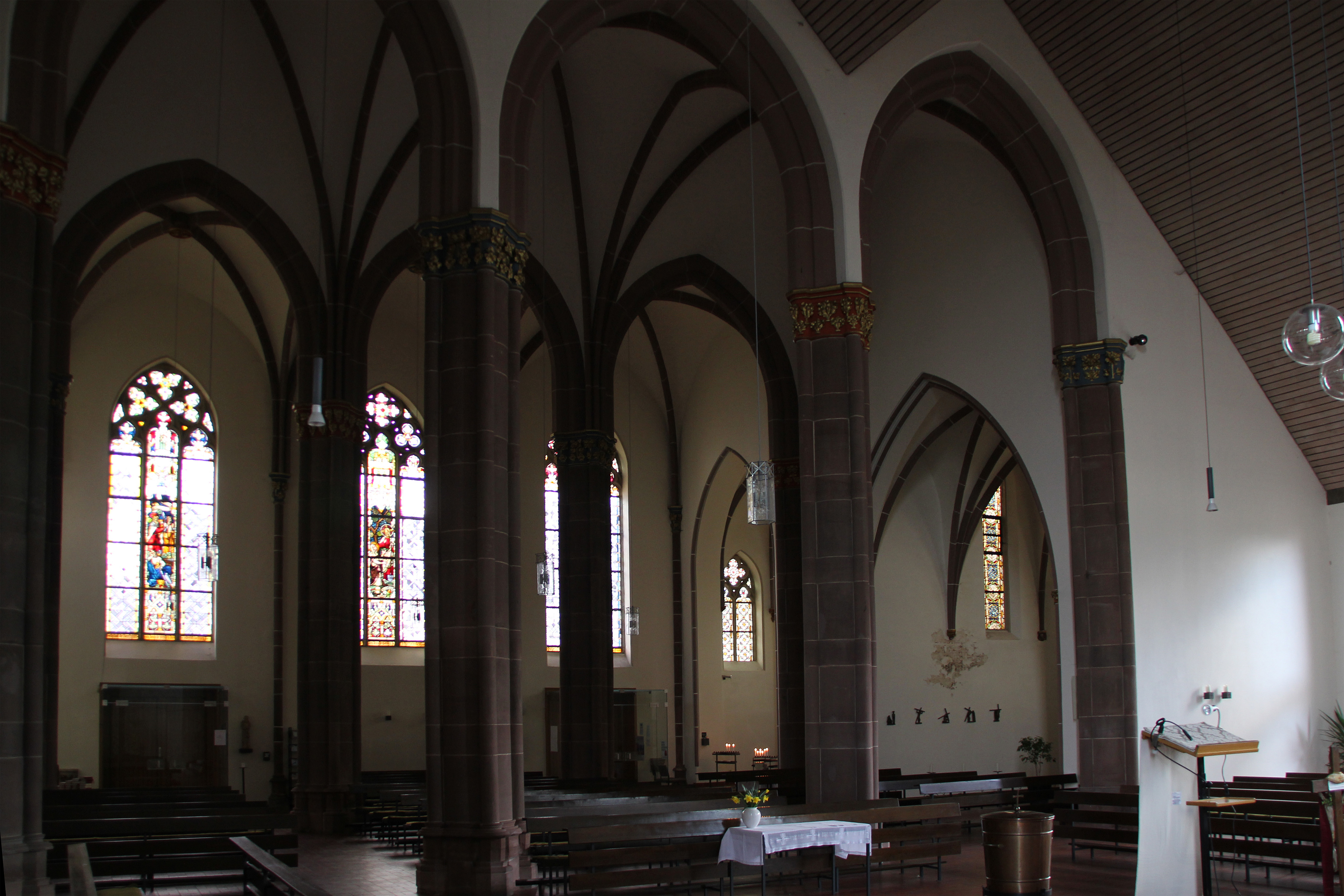
Kirchenschiff

### Orgel / Glocken
Die Orgel wurde 1982 von Rudolf Oehms aus Trier erbaut.
Im Turm befinden sich drei Glocken (g / b / c), die 1952 von Petit & Gebr. Edelbrock aus Gescher gegossen wurden.

## Pfarreiengemeinschaft
St. Aldegundis ist Teil der im Oktober 2005 gegründeten „Pfarreiengemeinschaft Koblenz Rechte Rheinseite“, zu der auch die Maria Himmelfahrt auf dem Asterstein, St. Nikolaus in Arenberg, St. Peter und Paul in Pfaffendorf, die Heilig-Kreuz-Kirche in Ehrenbreitstein, St. Maximin in Horchheim, St. Pankratius in Niederberg und St. Martin auf der Pfaffendorfer Höhe gehören.

## Denkmalschutz
Die Pfarrkirche St. Aldegundis ist ein geschütztes Kulturdenkmal nach dem Denkmalschutzgesetz (DSchG) und in der Denkmalliste des Landes Rheinland-Pfalz eingetragen. Sie liegt in Koblenz-Arzheim im Blindtal 55.
Seit 2002 ist die Pfarrkirche St. Aldegundis Teil des UNESCO-Welterbes Oberes Mittelrheintal.